# Alexander Nevskikerk (Kiev)
De Alexander Nevskikerk (Oekraïens: Церква Олександра Невського; Tservka Oleksandra Nevskogo) was tot de vernietiging door de bolsjewieken een kerkgebouw in het Mariinskipark van de Oekraïense stad Kiev.
De kerk werd ontworpen in neo-Byzantijnse stijl door Vladimir Nikolajev. 
Een van de eerste diensten na de voltooiing van de bouw betrof de herdenking van de op 13 november 1889 overleden Fjodor Fjordorovitsj Trepov, een invloedrijk militair en politicus die een aantal rijke burgers wist te inspireren om fors bij te dragen aan de bouw van de kerk en zelf als hoofdsponsor optrad.  
De kerk werd in de jaren 30 gesloopt. Het officiële motief was, net als voor veel andere kerken in Kiev, "stedelijke vernieuwing". Maar in de jaren 30 werd het Mariinskipaleis in gebruik genomen door het Oekraïense Centraal Uitvoerend Comité en werden er meer nieuwe gebouwen voor de overheid gepland. Waarschijnlijk zal de nabijheid van een kerkgebouw als ongewenst zijn ervaren. De stenen van de afgebroken kerk werden gebruikt voor de bouw van andere gebouwen. Op de plaats van de kerk werd later een monument opgericht voor generaal Vatoetin.
.   